# Georg Leber (Lehrer)
Georg Leber (* 7. August 1968 in Waldshut-Tiengen) ist ein deutscher Gymnasiallehrer. Er ist seit August 2024 Direktor des Deutschen Schule Istanbul.

## Leben und Wirken
Georg Leber besuchte die Grundschule in Albbruck-Buch und das Hochrhein-Gymnasium in Waldshut-Tiengen bis zum Abitur 1988. Nach seinem Zivildienst beim DRK Waldshut-Tiengen im Rettungsdienst/Krankentransport nahm er an der Universität zu Köln zunächst den Magisterstudiengang Musikwissenschaft, Philosophie und Geographie auf. Anschließend studierte Leber Latein, Geographie und Erziehungswissenschaft mit Studienziel Lehramt für das Gymnasium.
Nach erfolgreicher 1. und 2. Staatsprüfung (der Vorbereitungsdienst fand am Aloisiuskolleg Bonn-Bad Godesberg statt) unterrichtete Leber von 2000 bis 2015 Latein und Geographie am Kolleg St. Blasien. 2003 wurde er dort in die erweiterte Schulleitung berufen und war seitdem als Abteilungsleiter für die Organisation der Oberstufe, die Erstellung der Stundenpläne und die Abteilung Fremdsprachen verantwortlich. Als Mitglied in der Leitungsgruppe des Verbandes europäischer Jesuitenschulen (Jesuit European Committee for Primary and Secondary Education) vertrat Leber die deutschsprachigen Jesuitenschulen auf europäischer Ebene.
Von 2015 bis 2019 war Georg Leber Leiter der Deutschen Schule der Borromäerinnen in Kairo/Ägypten. In dieser Funktion war er auch Sprecher der Leiter der Deutschen Auslandsschulen der Region Nordafrika/Nahost und Mitglied im Direktorenbeirat der Deutschen Auslandsschulen sowie Gesamtkoordinator der Abiturprüfungen der Region Nordafrika/Nahost.
Von 2019 bis Juli 2024 war Oberstudiendirektor Leber Schulleiter des Schönborn-Gymnasiums in Bruchsal und ist seit August 2024 Direktor des Deutschen Schule in Istanbul.